# Sportivo Luqueño
Der Club Sportivo Luqueño ist ein paraguayischer Fußballverein aus der Stadt Luque und wurde zweimal paraguayischer Meister. Die rund 320.000 Einwohner zählende Stadt liegt in der Peripherie der Hauptstadt Asunción und ist auch Sitz des südamerikanischen Fußballverbandes Conmebol ist. Die Klubfarben sind blau und gelb.

Altes Logo von Sportivo Luqueño

## Geschichte
1921 schlossen sich die drei Vereine Marte Atlético, der 1907 gegründete Vencedor und  General Aquino, zum Club Sportivo Luqueño zusammen.
Marte Atlético und Vencedor waren bereits 1911 Gründungsmitglieder der Liga Centenario, einer bis 1917 abgehaltenen alternativen Liga in Paraguay. Marte schloss sich aber schon bald darauf der Liga Paraguaya de Fútbol, dem Vorgänger des heutigen Staatsverbandes Asociación Paraguaya de Fútbol, an und wurde dort Zweitligameister des Jahres 1915, verzichtete aber auf den Aufstieg um auf Dauer in den Besitz der Trophäe, der Copa Intendencia Municipal, zu kommen. Dies gelang durch den erneuten Gewinn, diesmal sogar ungeschlagen, der Zweitligameisterschaft im Folgejahr. Bis zum Abstieg als Tabellenletzter 1919 spielte Marte daraufhin drei Jahre lang in der ersten Liga. In der letzten Saison kassierte der Verein unter anderem eine 0:16-Niederlage bei River Plate Asunción.
Vencedor spielte vermutlich alle Spielzeiten der ab 1916 als Asociación Paraguaya de Fútbol, (nicht zu verwechseln mit dem gleichnamigen heutigen nationalen Fußballverband Paraguays) firmierenden Liga Centenario und nahm 1917, nach deren Auflösung, an der División Transitoria teil, deren beide erste Zugang zur Liga Paraguaya de Fútbol erhielten. Nach der ersten Saison in der zweiten Liga nahm Vencedor an einem Aufstiegsspiel gegen den letzten der ersten Liga Club Sol de América teil, verlor aber dieses aber vor Beginn der Saison 1919 mit 2:5.
Sportivo Luqueño wurde 1924 Meister der zweiten Liga, der División Intermedia und stieg in die Primera División, die höchste Liga Paraguays auf. Vermutlich stieg Sportivo 1931 oder 1932 aus der Primera División ab und zählte daher nach dem Chacokrieg 1935 nicht zu den Gründungsmitgliedern der Profiliga, sondern stieß erst im darauf folgenden Jahr dazu. 1951 und 1953 gewann Sportivo die Meisterschaft.
Bekanntester Spieler des Vereins ist der in Luque geborene Torwart José Luis Chilavert, der von 1980 bis 1982 in der Jugend und danach bis 1984 in der Profimannschaft von Sportivo spielte.

## Stadion
Sportivo Luqueño trägt seine Heimspiele im rund 27.000 Zuseher fassenden Estadio Feliciano Cáceres aus. Das Stadion, das den Namen eines ehemaligen Präsidenten von Sportivo trägt, wurde im Hinblick auf die in Paraguay stattfindende Copa América 1999 auf dem Grund eines bereits bestehenden Stadions erbaut. Es war eines von fünf Stadien, die bei diesem Turnier Verwendung fanden.

## Erfolge
- Paraguayischer Meister: 1951, 1953
- Halbjahresmeisterschaft: 2007

## Bekannte Spieler
- Juan Torales
- Juan Bautista Villalba
- Aurelio González
- Julio Cesar Romero
- Raúl Vicente Amarilla
- José Luis Chilavert
- Aristides Masi
- Pablo César Aguilar